# 호리 사유리
호리 사유리(保里小百合, 1990년 5월 25일 ~ 미국 뉴욕주→도쿄도)은 일본의 언론인이며 NHK의 여자 아나운서이다.

## 생애
호리 사유리(保里小百合) 아나운서는 1990년 5월 25일 미국 뉴욕주 태생으로 일본 도쿄도에서 자랐다. 그녀는 게이오기주쿠 쇼난 후지사와 고등학교를 졸업하고 게이오기주쿠 대학 법학부 정치학과를 졸업했다.
신장 156CM이며 혈액형은 O형이다.그녀의 좌우명은 반성해도 후회는 없다이다. 그녀는 대학시절에 BS 후지 뉴스의 여대생 캐스터로도 활약을 했었다.

## 입사
그녀는 게이오기주쿠 대학을 졸업하고 2013년에 NHK에 입사했다. 입사후에 NHK 다카마쓰 방송국에서 2016년 2월까지 3년간 활동하다가 2016년 3월에 NHK 후쿠오카 방송국으로 옮겨서 2017년 3월까지 있다가 2017년 4월에 지금의 NHK 방송센터에서 2022년 4월 3일까지 활동하다가 2022년 4월 조직개편에 의해 NHK 미토 방송국으로 옮겼다.